# Budynek Banku Pekao w Krakowie
Budynek Banku Pekao – zabytkowa kamienica znajdująca się w Krakowie, w dzielnicy I przy Rynku Głównym 31, na rogu z ulicą Szewską 1, na Starym Mieście.
Modernistyczny gmach projektu Ludwika Wojtyczki i Kazimierza Wyczyńskiego, powstał w 1913.
Zbudowany został na miejscu kamienicy „Tenczerowskiej”, w której działała na początku lat siedemdziesiątych XVIII wieku, pierwsza w Krakowie kawiarnia prowadzona przez Mariannę Sędrakowską.
8 listopada 1990 kamienica została wpisana do rejestru zabytków. Znajduje się także w gminnej ewidencji zabytków.